# 21 juli
21 juli is de 202de dag van het jaar (203de dag in een schrikkeljaar) in de gregoriaanse kalender. Hierna volgen nog 163 dagen tot het einde van het jaar.

## Gebeurtenissen
- Algemeen
  - 365 - Een onderzeese aardbeving treft Kreta. De resulterende tsunami vernietigt de havensteden aan de noordkust van Africa. Rond het Middellandse Zeegebied worden de landen Italië, Griekenland en Palestina zwaar getroffen.
  - 1865 - Op het marktplein in Springfield, Missouri schiet Wild Bill Hickok Dave Tutt neer in wat wordt gezien als het eerste westernduel.
- Economie
  - 1899 - Staatsbosbeheer  wordt opgericht.
  - 1919 - Anthony Fokker sticht in Amsterdam zijn eigen vliegtuigfabriek.
  - 2010 - Een half jaar na de zware aardbeving in Haïti schrapt het Internationaal Monetair Fonds (IMF) alle schulden van het land.
- Infrastructuur
  - 1873 - In Adair, Iowa beroven Jesse James en de James-Younger gang een trein. Dit is de eerste succesvolle treinberoving in het westen van de Verenigde Staten. In totaal US$3,000 werd gestolen van de Rock Island Express.
  - 2005 - Na de Terroristische aanslagen in Londen van 7 juli 2005, wordt Londen opnieuw opgeschrikt door een reeks explosies van bommen in het openbaar vervoer. Zie Terroristische aanslagen in Londen van 21 juli 2005.
  - 2018 - De Amsterdamse Noord/Zuidlijn is officieel geopend door de nieuwe burgemeester Femke Halsema, een dag later konden ook de reizigers gebruik maken van Metrolijn 52.
- Kunst en cultuur
  - 1990 - In Berlijn vindt de opvoering plaats van The Wall, naar de gelijknamige lp van Pink Floyd. Zo'n 200.000 toeschouwers maken op de Potsdamer Platz de symbolische heropbouw en afbraak van de Berlijnse Muur mee.
  - 2007 - De Engelse en Amerikaanse versie van het laatste Harry Potterboek verschijnen: Harry Potter and the Deathly Hallows.
- Media
  - 2020 - De allereerste aflevering van De Hit Kwis op NPO 1.
- Oorlog
  - 1774 - Het Verdrag van Küçük Kaynarca maakt een einde aan de vijfde Russisch-Turkse Oorlog (van elf).
  - 1861 - Eerste Slag bij Bull Run. Eerste grote veldslag van de Amerikaanse Burgeroorlog. Beslissende overwinning voor de Geconfedereerde Staten van Amerika.
  - 1947 - Begin van de eerste politionele actie in Nederlands-Indië.
  - 1977 - Begin van een zesdaags gewapend grensconflict tussen Egypte en Libië.
  - 2008 - Radovan Karadžić, leider van de Servische Republiek, verdacht van oorlogsmisdaden tijdens de Bosnische Burgeroorlog, wordt gearresteerd.
- Politiek
  - 1831 - Eedaflegging van Leopold I, de eerste koning der Belgen. Ter herinnering hieraan is 21 juli de nationale feestdag van België.
  - 1858 - Ontmoeting van Plombières tussen de Franse keizer Napoleon III en graaf Camillo Benso di Cavour, de eerste minister van Piëmont-Sardinië.
  - 1899 - Begin van de Newsboy's strike, New York
  - 1921 - Riffijnse opstandelingen aangevoerd door Mohammed Abdelkrim El Khattabi overwinnen Spaanse troepen bij de Slag om Annual in Noord-Marokko.
  - 1954 - Door topoverleg in Genève wordt Vietnam verdeeld in Noord- en Zuid-Vietnam.
  - 1960 - Sirimavo Bandaranaike van Sri Lanka (toen Ceylon) wordt de eerste vrouwelijke premier ter wereld.
  - 1972 - Bloody Friday: in Belfast laat de IRA in totaal 21 bommen ontploffen: negen burgers verliezen het leven.
  - 1976 - De Britse ambassadeur in Dublin, Christopher Ewart-Biggs, wordt vermoord door de IRA.
  - 1978 - In Bolivia wordt president Hugo Banzer afgezet door een staatsgreep onder leiding van legerleider Juan Pereda.
  - 1986 - In Nederland treedt Joop den Uyl af als fractievoorzitter van de PvdA; hij wordt opgevolgd door Wim Kok.
  - 1992 - Start van de jaarlijkse uitreiking van de Prijs voor de Democratie in Gent, België.
  - 2010 - Slovenië wordt lid van de OESO.
  - 2013 - Koning Albert II van België treedt af als koning der Belgen. Zijn oudste zoon prins Filip legt de eed af en wordt zo de zevende koning der Belgen.
  - 2024 - President Joe Biden trekt zich terug als kandidaat bij de Amerikaanse presidentsverkiezingen in november. Hij geeft aan vicepresident Kamala Harris als nieuwe kandidaat van de Democraten te steunen.
- Recreatie
  - 2005 - In Tokyo DisneySea wordt de attractie Raging Spirits geopend.
- Religie
  - 230 - Paus Pontianus volgt Urbanus I op als achttiende paus van Rome. Hij stelt het eerste liederenboek met psalmen samen.
  - 1542 - Oprichting van de Congregatie voor de Romeinse en Algemene Inquisitie van de Romeinse Curie door paus Paulus III.
  - 1773 - Opheffing van de Jezuïetenorde door paus Clemens XIV.
- Sport
  - 1927 - Alfredo Binda wordt op de Nürburgring de eerste officiële wereldkampioen wielrennen.
  - 1958 - Zwemster Dawn Fraser uit Australië brengt in Cardiff haar eigen wereldrecord op de 100 meter vrije slag op 1.01,4.
  - 1968 - Wielrenner Jan Janssen wint, als eerste Nederlander ooit, de Ronde van Frankrijk door in de afsluitende tijdrit de Belg Herman Vanspringel uit de gele trui te rijden.
  - 1974 - De Belgische wielrenner Eddy Merckx wint de Ronde van Frankrijk.
  - 1985 - De Franse wielrenner Bernard Hinault wint voor de vijfde en laatste keer de Ronde van Frankrijk.
  - 1996 - Bjarne Riis wint de 83ste en in 's-Hertogenbosch gestarte editie van de Ronde van Frankrijk. De Deense wielrenner doorbreekt de hegemonie van Miguel Indurain, sinds 1991 vijf keer op rij de sterkste.
  - 2013 - De Britse wielrenner Chris Froome wint de honderdste Ronde van Frankrijk. De Colombiaan Nairo Quintana eindigt als tweede en de Spanjaard Joaquim Rodríguez werd derde.
  - 2023 - In Monaco loopt de Keniaanse atlete Faith Kipyegon bij een Diamond League wedstrijd met een tijd van 4.07,64 een wereldrecord op de Engelse mijl (1609 meter). Het oude record (4.12,33) was in handen van de Nederlandse Sifan Hassan.[1]
- Wetenschap en technologie

- - 1904 - Voltooiing van de Trans-Siberische spoorlijn.
  - 1923 - De Nederlandsche Seintoestellen Fabriek verzorgt de eerste reguliere Hilversumse radio-uitzending, gepresenteerd door Willem Vogt.[2]
  - 1925 - In Dayton Tennessee, wordt middelbareschoolleraar biologie John T. Scopes schuldig bevonden aan het onderwijzen van de evolutietheorie in zijn klas. Hij krijgt een boete van $100.
  - 1961 - Amerikaan Virgil Grissom wordt gelanceerd aan boord van de Mercury MR-4. De suborbitale vlucht wordt afgesloten met een moeizame landing waarbij de capsule in de oceaan zinkt en Grissom het ternauwernood weet te overleven.[3]
  - 1969 - De Amerikaan Neil Armstrong zet als eerste mens ooit voet op de Maan.[4][5]
  - 1983 - Op het Vostokstation op de Zuidpool wordt een buitentemperatuur gemeten van -89,2 graden Celsius, de laagste buitentemperatuur ooit op aarde vastgesteld.
  - 2011 - Met de landing van de Atlantis komt er na dertig jaar een definitief einde aan het Amerikaanse spaceshuttleprogramma.[6]
  - 2022 - Russisch kosmonaut Oleg Artemjev en ESA astronaut Samantha Cristoforetti maken een ruimtewandeling van zo'n 7 uur buiten het ISS voor werk aan onder meer de European Robotic Arm en het in gebruik nemen van 10 Russische cubesats. Cristoforetti is de 4e Europese astronaut die een ruimtewandeling maakt in een Russisch Orlan ruimtepak.[7]

## Geboren

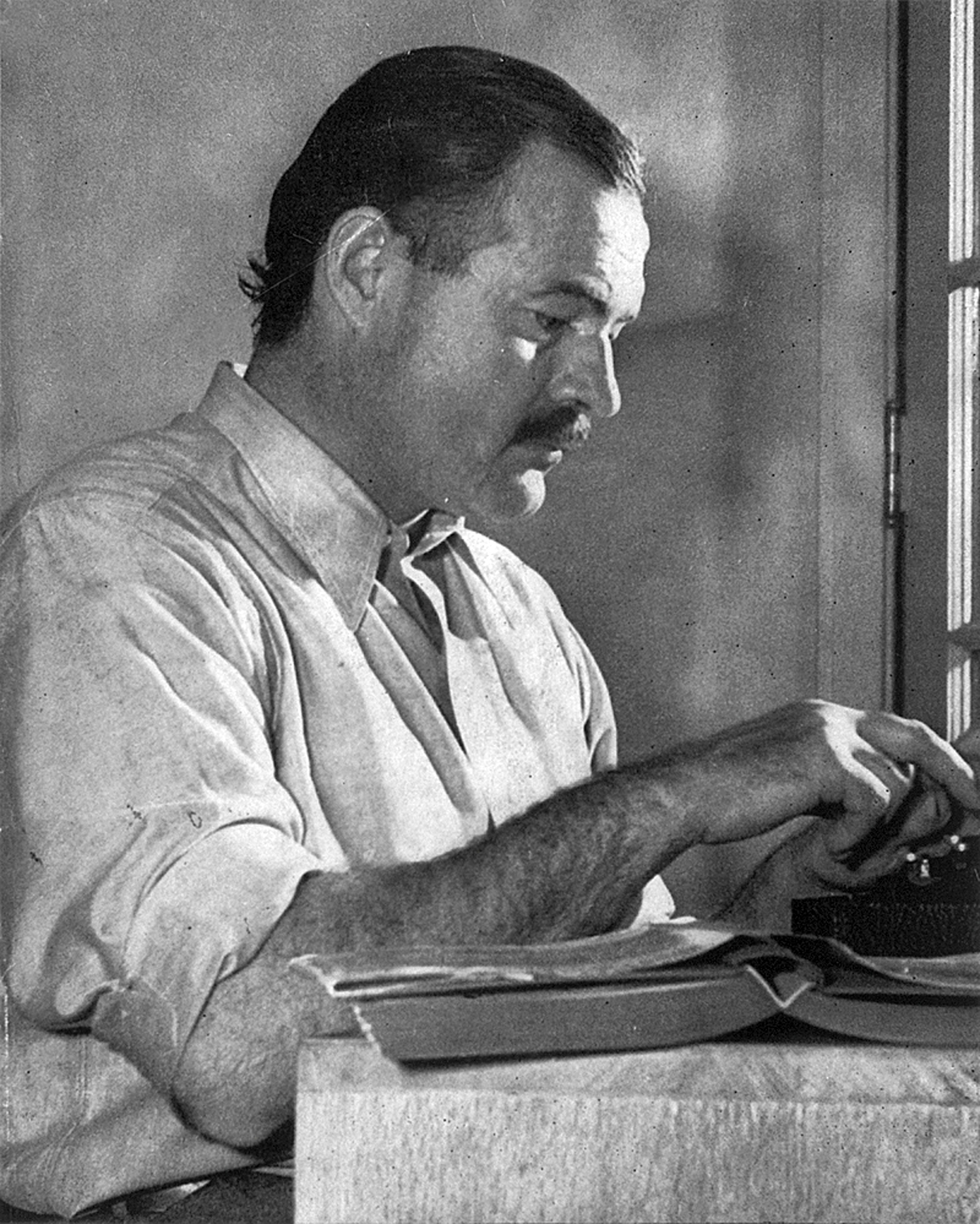
Ernest Hemingway
geboren in 1899

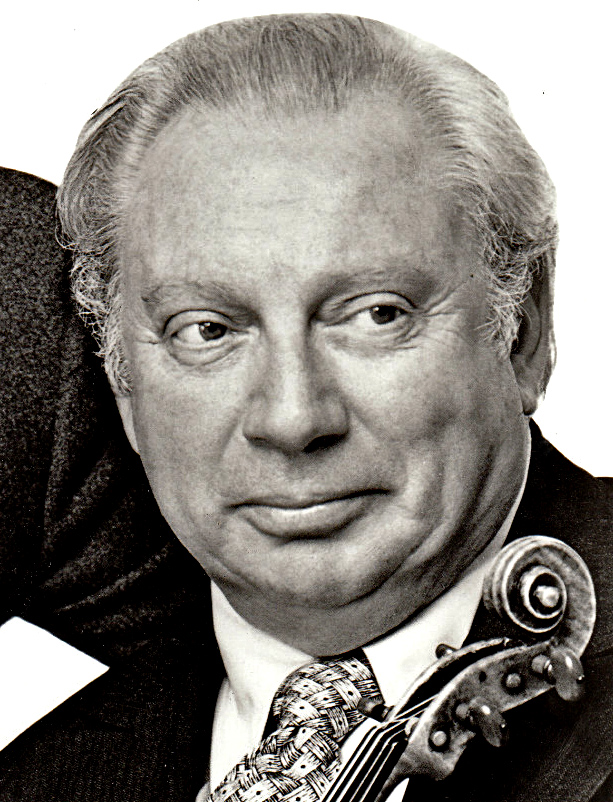
Isaac Stern
geboren in 1920

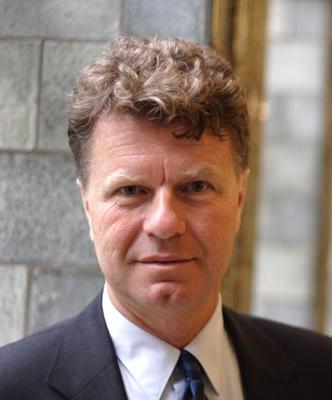
Boris Dittrich
geboren in 1955

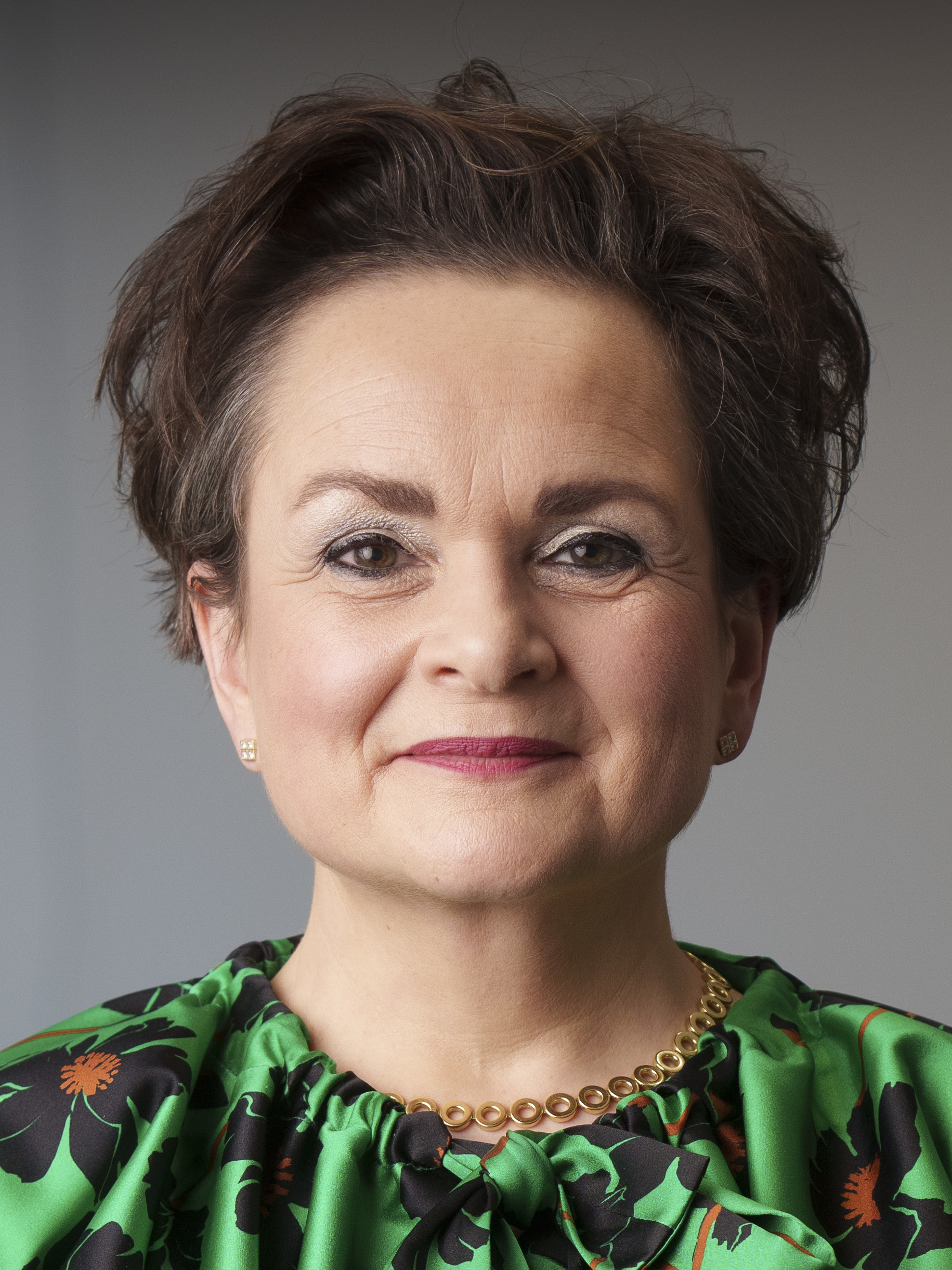
Alexandra van Huffelen
geboren in 1968

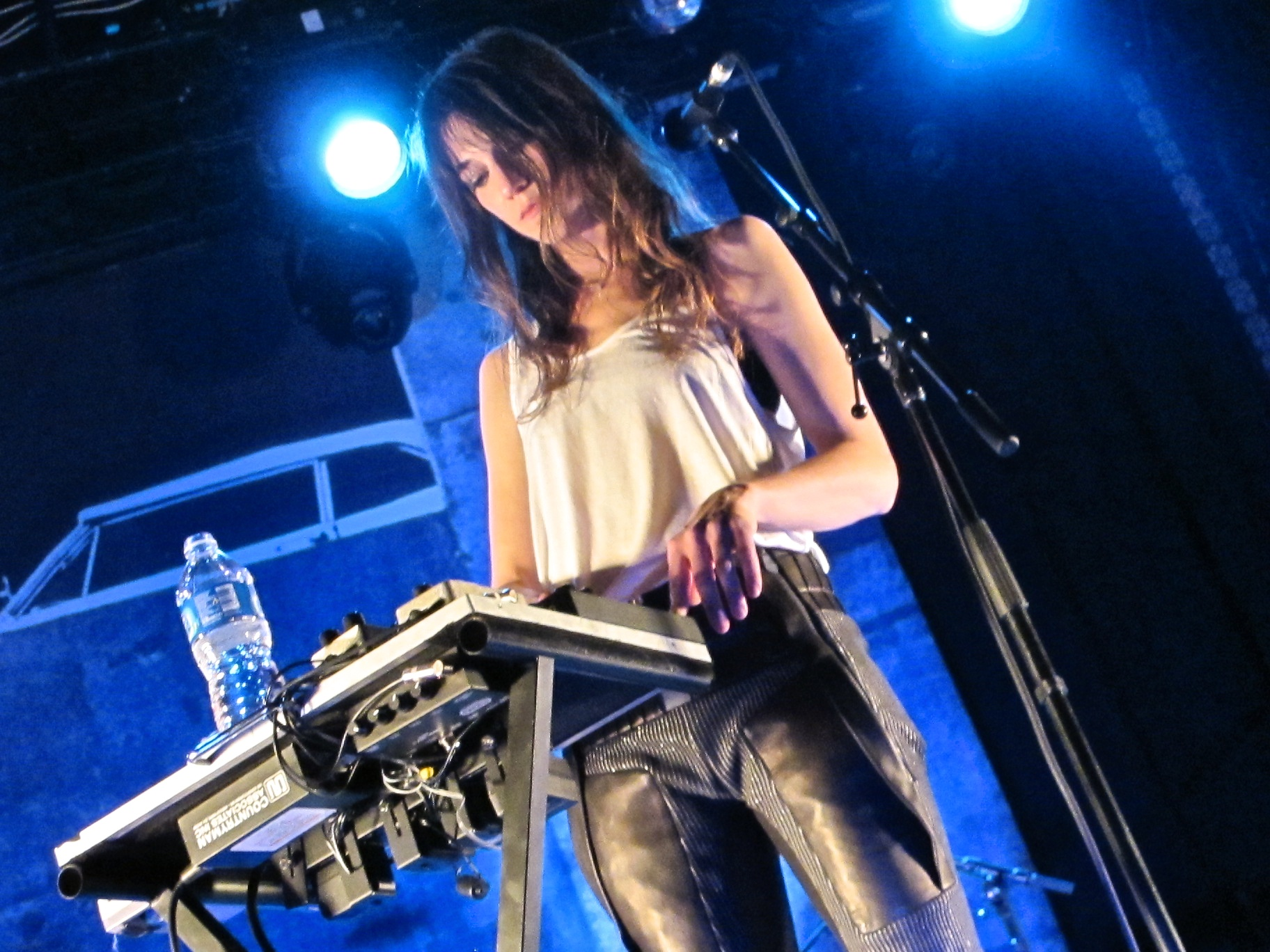
Charlotte Gainsbourg
geboren in 1971

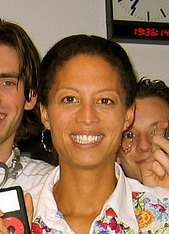
Maureen du Toit
geboren in 1974

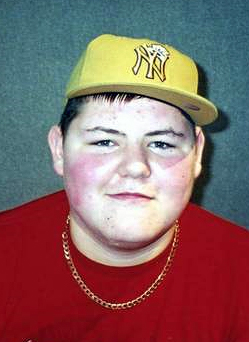
Jamie Waylett
geboren in 1989

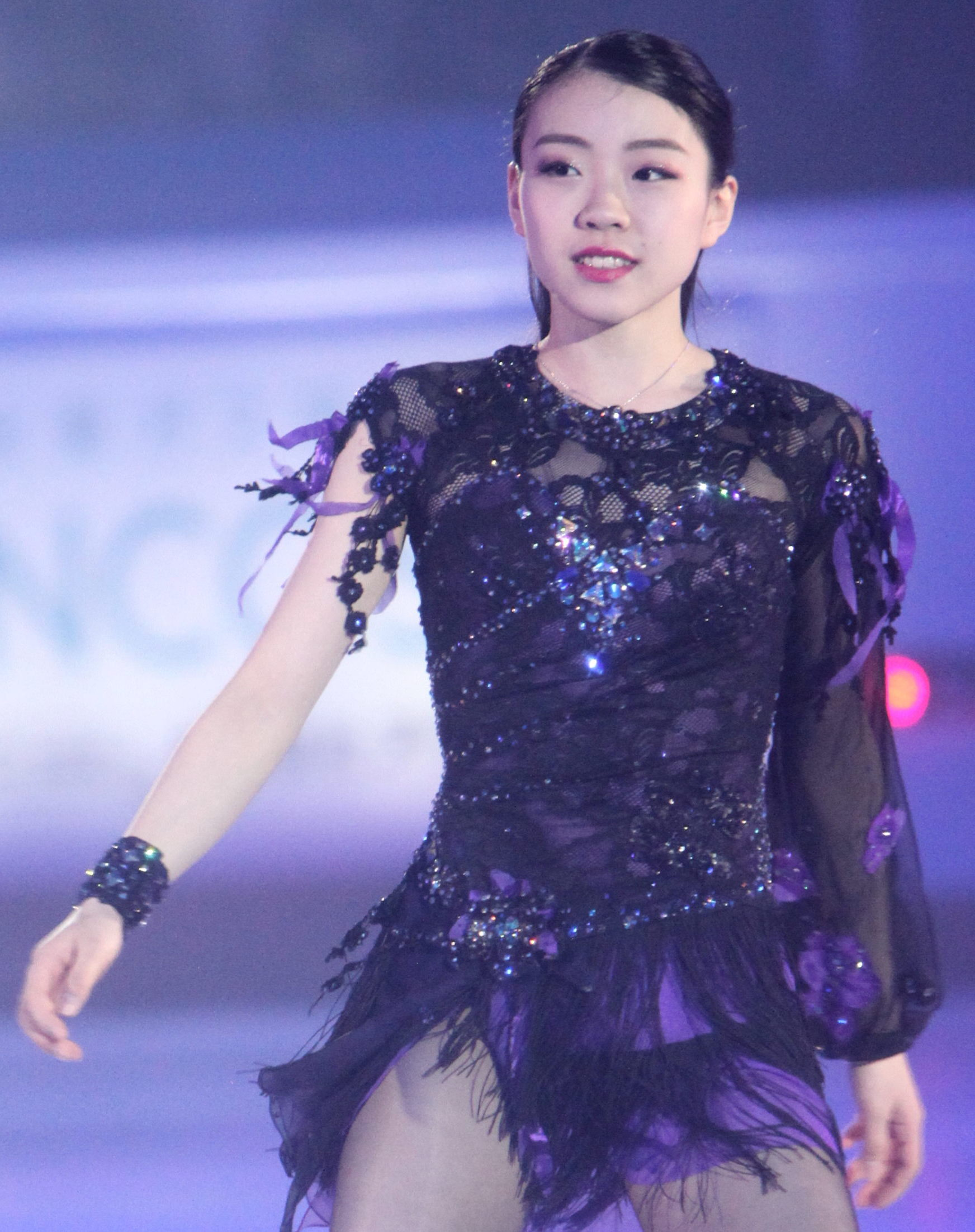
Rika Kihira
geboren in 2002

- 1664 - Matthew Prior, Engels diplomaat en dichter (overleden 1721)
- 1844 - Gustave Wettge, Frans componist en dirigent (overleden 1909)
- 1855 - Richard O'Ferrall, Surinaams onderwijzer, schrijver en politicus (overleden 1936)
- 1870 - Emil Orlík, Tsjechisch schilder, etser en lithograaf (overleden 1932)
- 1878 - Rūdolfs Bangerskis, Russisch kolonel, Lets generaal en minister van Oorlog (overleden 1958)
- 1881 - Ludwig Drescher, Deens voetballer (overleden 1917)
- 1888 - Maurice De Booser, Belgisch atleet (overleden 1924)
- 1888 - Hermann Leibold, Duits voetballer (overleden 1957)
- 1899 - Ernest Hemingway, Amerikaans romanschrijver (overleden 1961)
- 1899 - Clare Lennart, Nederlands schrijfster en vertaler (overleden 1972)
- 1901 - Albert Hamilton Gordon, Amerikaans ondernemer en econoom (overleden 2009)
- 1902 - Belcampo, Nederlands schrijver (overleden 1990)
- 1904 - Henry Johansen, Noors voetballer (overleden 1988)
- 1910 - Viggo Kampmann, Deens politicus (overleden 1976)
- 1911 - Marshall McLuhan, Canadees mediawetenschapper (overleden 1980)
- 1917 - Chris Meijer, Nederlands militair (overleden 1940)
- 1920 - Constant Nieuwenhuijs, Nederlands kunstschilder (overleden 2005)
- 1920 - Henk Raak, Nederlands verzetsstrijder (overleden 1944)
- 1920 - Isaac Stern, Amerikaans violist van Russische origine (overleden 2001)
- 1921 - Gerrit Imbos, Nederlands verzetsstrijder (overleden 1943)
- 1921 - Karel Wendel Kruijswijk, Nederlands damhistoricus en damproblematicus (overleden 2019)
- 1921 - Joop Middelink, Nederlands wielrenner en wielercoach (overleden 1986)
- 1922 - Kay Starr, Amerikaans zangeres (overleden 2016)
- 1922 - Mollie Sugden, Brits actrice (overleden 2009)
- 1923 - Rudolph A. Marcus, Amerikaans chemicus en Nobelprijswinnaar
- 1924 - Don Knotts, Amerikaans televisieacteur (overleden 2006)
- 1924 - Jerzy Łukaszewski, Pools-Belgisch hoogleraar en diplomaat (overleden 2020)
- 1925 - Annie Veldhuijzen, Nederlands zwemster (overleden 2012)
- 1926 - Norman Jewison, Canadees acteur/regisseur (overleden 2024)
- 1926 - Karel Reisz, Tsjechisch-Brits filmregisseur (overleden 2002)
- 1929 - Mauritz von Strachwitz, Duits autocoureur (overleden 2022)
- 1933 - Herman Timme, Nederlands atleet (overleden 2022)
- 1934 - Jaap Vegter, Nederlands tekenaar (overleden 2003)
- 1935 - Norbert Blüm, Duits politicus (overleden 2020)
- 1935 - Rina Pia, Belgisch zangeres (overleden 2023)
- 1937 - Viktor Mamatov, Sovjet-Russisch biatleet (overleden 2023)
- 1937 - Edoeard Streltsov, voetballer uit de Sovjet-Unie (overleden 1990)
- 1938 - Herman Daly, Amerikaans ecologisch econoom (overleden 2022)
- 1938 - Janet Reno, Amerikaans minister van justitie (overleden 2016)
- 1938 - Abdeljelil Temimi, Tunesisch geschiedkundige
- 1939 - Helmut Haller, Duits voetballer (overleden 2012)
- 1939 - John Negroponte, Amerikaans diplomaat
- 1941 - Hans Vrakking, Nederlands officier van justitie (overleden 2018)
- 1943 - Jan Tuttel, Drents-Nederlands natuuractivist, columnist, publicist en tv-presentator/programmamaker (overleden 2006)
- 1944 - John Atta Mills, Ghanees politicus (overleden 2012)
- 1945 - Sergio Calderón, Mexicaans-Amerikaans acteur (overleden 2023)
- 1945 - Joseph Coutts, Pakistaans kardinaal
- 1945 - Azing Griever, Nederlands voetballer en voetbaltrainer
- 1945 - John Lowe, Engels darter
- 1946 - Kenneth Starr, Amerikaans aanklager in de affaire-Monica Lewinsky (overleden 2022)
- 1946 - Jüri Tarmak, Estisch atleet (overleden 2022)
- 1946 - Hans van Wissen, Nederlands journalist (overleden 1999)
- 1947 - Co Adriaanse, Nederlands voetballer en trainer
- 1947 - Boudewijn Bouckaert, Belgisch beweger en professor in de rechten
- 1948 - Beppe Grillo, Italiaans activist, acteur, komiek en politicus
- 1948 - Meir Shalev, Israëlisch schrijver (overleden 2023)
- 1948 - Cat Stevens (alias Yusuf Islam), Brits zanger
- 1950 - Ubaldo Fillol, Argentijns voetballer
- 1951 - Pol Hauspie, Belgisch ondernemer
- 1951 - Pino Minafra, Italiaans jazz-trompettist, -bugelist en componist
- 1951 - Walter Waalderbos, Nederlands voetballer
- 1951 - Robin Williams, Amerikaans acteur en komiek (overleden 2014)
- 1952 - John Barrasso, Amerikaans politicus
- 1952 - Michel Tilmant, Belgisch zakenman
- 1953 - David Ervine, Noord-Iers politicus (overleden 2007)
- 1953 - Ger Copper, Nederlands goochelaar (overleden 2020)
- 1953 - Harald Nickel, Duits voetballer (overleden 2019)
- 1953 - Nina Storms, Nederlands zakenvrouw
- 1954 - Günter Sonnenberg, Duits terrorist
- 1954 - Hennie Stamsnijder, Nederlands wielrenner
- 1954 - Marleen Vanderpoorten, Belgisch politica
- 1955 - Marcelo Bielsa, Argentijns voetballer en voetbalcoach
- 1955 - Boris Dittrich, Nederlands politicus
- 1955 - Jim King, Amerikaans pornoacteur (overleden 1986)
- 1955 - Jukka Linkola, Fins dirigent, componist en pianist
- 1955 - Dan Malloy, Amerikaans politicus
- 1955 - Eligio Martínez, Boliviaans voetballer (overleden 2024)
- 1955 - Taco Ockerse, Indonesisch zanger
- 1955 - Béla Tarr, Hongaars regisseur en scenarist
- 1956 - Michael Connelly, Amerikaans schrijver
- 1957 - Larry Butler, Amerikaans darter
- 1957 - Jon Lovitz, Amerikaans komiek
- 1959 - Viktor Tsjanov, Sovjet-Oekraïens voetballer (overleden 2017)
- 1960 - Alexis García, Colombiaans voetballer
- 1964 - Jens Weißflog, Duits schansspringer
- 1965 - Francis Moreau, Frans wielrenner
- 1966 - Arija Bareikis, Amerikaans actrice
- 1966 - Ragnar Rasmussen, Noors dirigent
- 1966 - Woeser, Chinees-Tibetaans schrijfster, dichteres en essayiste
- 1966 - Ahmad Zeidabadi, Iraans journalist en mensenrechtenverdediger
- 1967 - Frits Vrijlandt, Nederlands bergbeklimmer
- 1968 - Brandi Chastain, Amerikaans voetbalster
- 1968 - Alexandra van Huffelen, Nederlands politica en bestuurder
- 1969 - Michael Arad, Israëlisch-Amerikaans architect
- 1969 - Mike Stulce, Amerikaans kogelstoter
- 1969 - Marcel Vermeer, Nederlands radiopresentator
- 1969 - Isabell Werth, Duits amazone
- 1970 - Angus MacNeil, Brits politicus
- 1971 - Charlotte Gainsbourg, Frans actrice, zangeres en fotomodel
- 1971 - Erik Mykland, Noors voetballer
- 1971 - Sara Seager, Canadees-Amerikaans astrofysica
- 1972 - Martin Groenewold, Nederlands zanger
- 1973 - Berhane Adere, Ethiopisch atlete
- 1973 - Alexandre Comisetti, Zwitsers voetballer
- 1973 - Mandy Wötzel, Duits kunstschaatsster
- 1974 - Maureen du Toit, Nederlands televisiepresentatrice
- 1975 - Cara Dillon, Noord-Iers folkzangeres
- 1976 - Rose Cheruiyot, Keniaans atlete
- 1976 - Tatjana Lebedeva, Russisch atlete
- 1977 - Paul Casey, Engels golfer
- 1977 - Danny Ecker, Duits atleet
- 1978 - Deniz Aytekin, Duits voetbalscheidsrechter
- 1978 - Artjom Detisjev, Russisch schaatser
- 1978 - Josh Hartnett, Amerikaans acteur
- 1978 - Damian Marley, Jamaicaans reggae-zanger
- 1978 - Stijn Verleyen, Belgisch atleet
- 1979 - Anthony Beltoise, Frans autocoureur
- 1979 - Laurent Delorge, Belgisch voetballer
- 1979 - Phelan Hill, Brits stuurman bij het roeien
- 1979 - Brad Kahlefeldt, Australisch triatleet
- 1980 - Tom Soetaers, Belgisch voetballer
- 1981 - Victor Hănescu, Roemeens tennisser
- 1981 - Anabelle Langlois, Canadees kunstschaatsster
- 1981 - Stefan Schumacher, Duits wielrenner
- 1981 - Joaquín Sánchez, Spaans voetballer
- 1983 - Ransford Addo, Ghanees voetballer
- 1983 - Milan Jovanović, Montenegrijns voetballer
- 1985 - Aliette Opheim, Zweeds actrice
- 1985 - Jeroen Sanders, Nederlands voetbalscheidsrechter
- 1986 - Anthony Annan, Ghanees voetballer
- 1987 - Antonina Krivosjapka, Russisch atlete
- 1988 - Ákos Elek, Hongaars voetballer
- 1988 - Gary Hekman, Nederlands marathonschaatser
- 1988 - Marjan Kalhor, Iraans alpineskiester
- 1988 - Robert Renwick, Brits zwemmer
- 1988 - Federico Vieyra, Argentijns handballer
- 1988 - Elliot Van Strydonck, Belgisch hockeyer
- 1989 - Vesna Dolonts, Russisch tennisster
- 1989 - Marco Fabián, Mexicaans voetballer
- 1989 - Chris Gunter, Welsh voetballer
- 1989 - Antti-Jussi Kemppainen, Fins freestyleskiër
- 1989 - Nathalie Timmermans, Nederlands softbalster
- 1989 - Giedrius Titenis, Litouws zwemmer
- 1989 - Jamie Waylett, Brits acteur
- 1992 - Charlotte de Witte, Belgische dj en muziekproducent
- 1992 - Rachael Flatt, Amerikaans kunstschaatsster
- 1993 - Vincent Gagnier, Canadees freestyleskiër
- 1993 - Jamie Nicholls, Brits snowboarder
- 1994 - David W. Thompson, Amerikaans acteur
- 1995 - Øystein Bråten, Noors freestyleskiër
- 1995 - Sanne van Dijke, Nederlands judoka
- 1995 - Melissa Wijfje, Nederlands schaatsster
- 1996 - Vladislav Grinev, Russisch zwemmer
- 1998 - Thomas Preining, Oostenrijks autocoureur
- 1998 - Naomi Pattiwael, Nederlands voetbalster
- 1998 - Dinmuxamed Ulısbajev, Kazachs wielrenner (overleden 2023)
- 2000 - Simone Boilard, Frans wielrenster
- 2000 - Erling Braut Håland, Noors voetballer
- 2000 - Jens Lurås Oftebro, Noors noordse combinatieskiër
- 2001 - Fleur van der Linden, Nederlands atlete
- 2002 - Rika Kihira, Japans kunstschaatsster
- 2005 - Joseph Zada, Australisch acteur

## Overleden

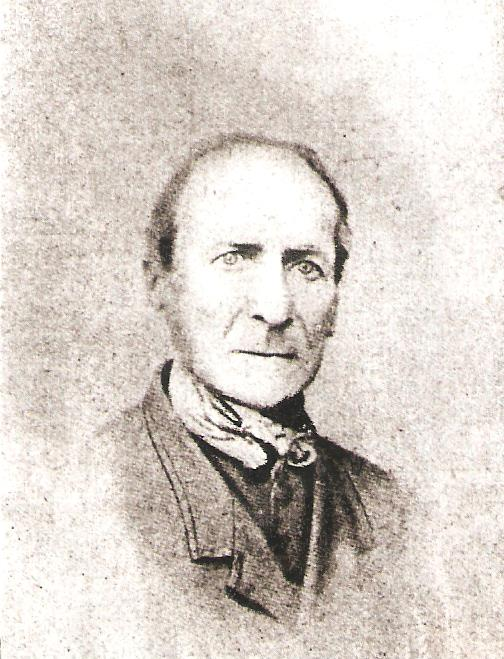
Louis Rosenveldt
overleden in 1867

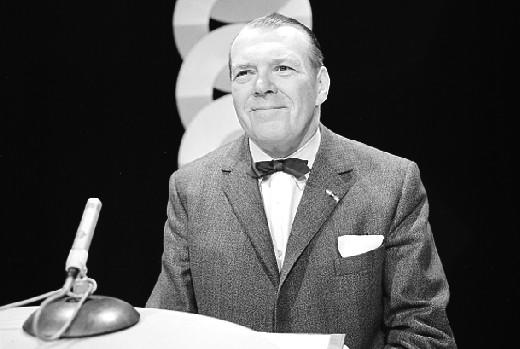
Jan Cottaar
overleden in 1984

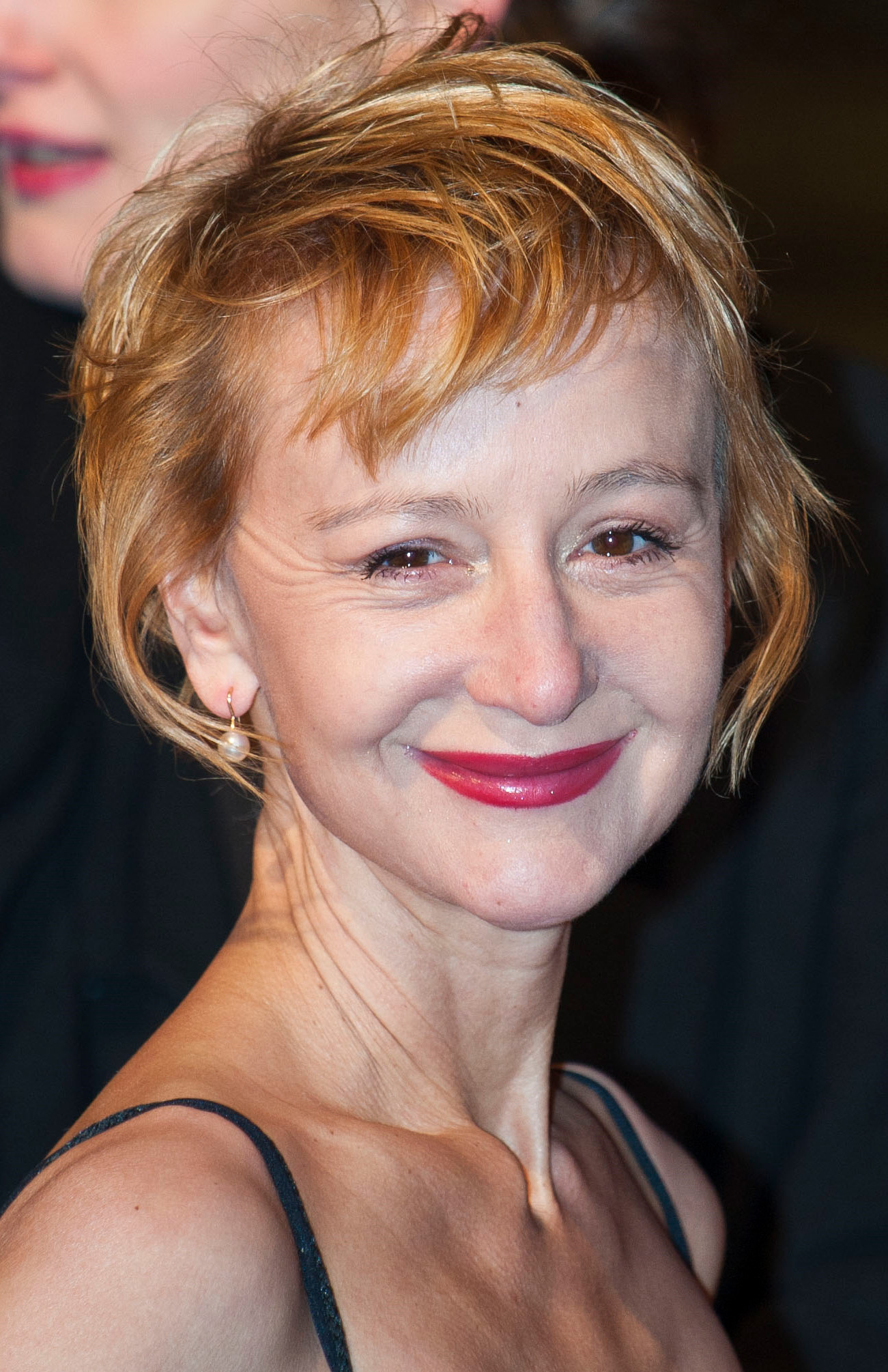
Susanne Lothar
overleden in 2012

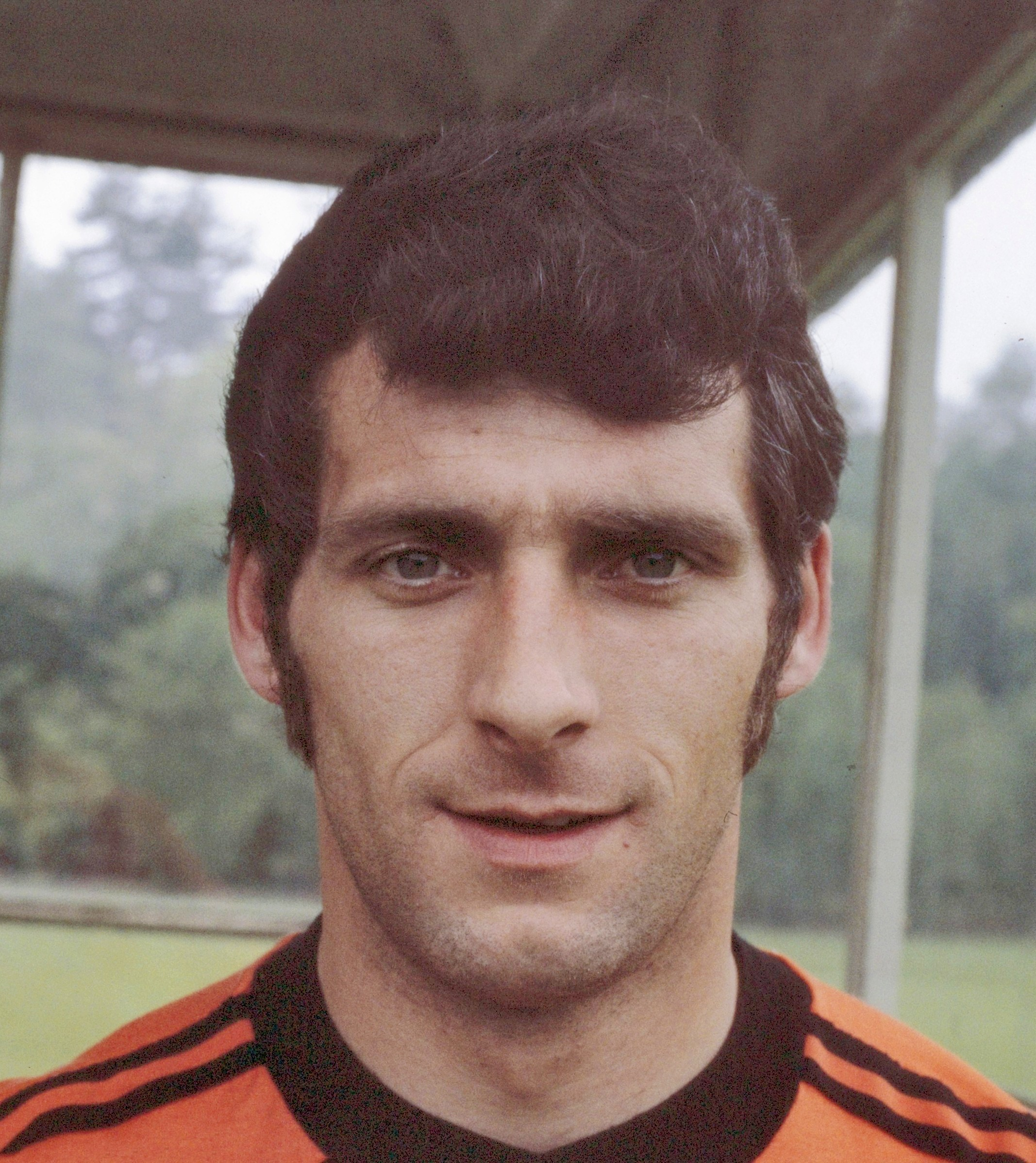
Dick Nanninga
overleden in 2015

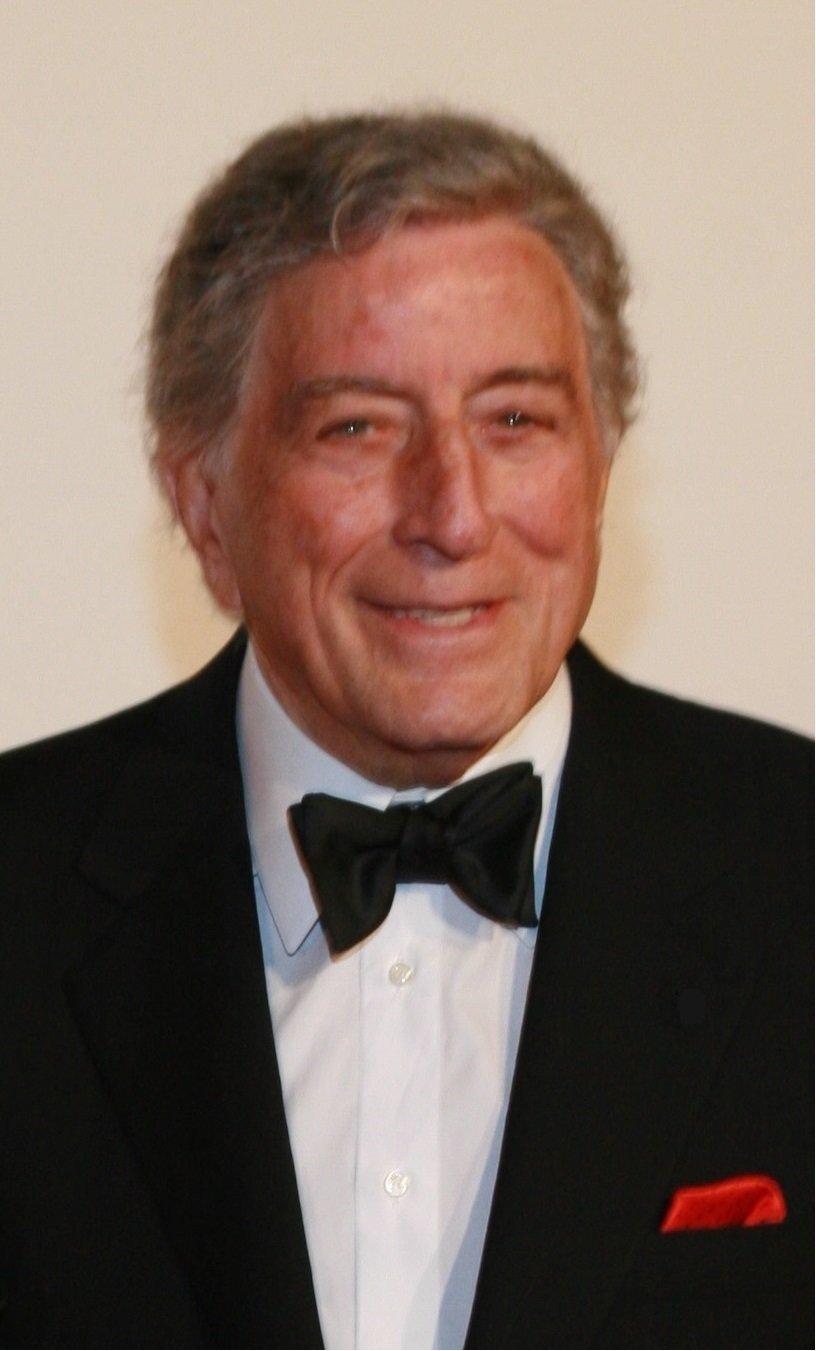
Tony Bennett
overleden in 2023

- 1425 - Manuel II Palaiologos (75), Byzantijns keizer
- 1796 - Robert Burns (37), Schots dichter
- 1867 - Louis Rosenveldt (69), Nederlands acteur en schouwburgdirecteur
- 1934 - Rubens Salles (42), Braziliaans voetballer en trainer
- 1943 - Charley Paddock (42), Amerikaans atleet
- 1944 - Friedrich Olbricht (55), Duits generaal
- 1944 - Claus Schenk von Stauffenberg (36), Duits kolonel
- 1944 - Henning von Tresckow (43), Duits generaal
- 1945 - Johan Hilgers (58), Nederlands piloot en luchtvaartpionier
- 1952 - Silvio Cator (51), Haïtiaans atleet
- 1952 - Pedro Lascuráin (96), Mexicaans advocaat en president
- 1967 - Basil Rathbone (75), Engels acteur
- 1968 - Ruth Saint Denis (90), Amerikaans danseres en choreografe
- 1972 - Ralph Craig (83), Amerikaans atleet
- 1974 - Willem Hussem (74), Nederlands kunstschilder en dichter
- 1975 - Fie Carelsen (85), Nederlands toneelactrice
- 1977 - Lee Miller (70), Amerikaans fotografe en fotomodel
- 1980 - Jan van Hillo (57), Nederlands documentairemaker
- 1984 - Jan Cottaar (69), Nederlands sportverslaggever
- 1986 - Jose Avelino (95), Filipijns politicus
- 1989 - Danilo Lokar (97), Sloveens schrijver en arts
- 1990 - Heitor Canalli (80), Braziliaans voetballer
- 1994 - Jenny Amelia Mulder (51), Nederlands beeldhouwster
- 1998 - Robert Young (91), Amerikaans acteur
- 2004 - Jerry Goldsmith (74), Amerikaans componist van filmmuziek
- 2005 - Long John Baldry (64), Brits bluesmuzikant
- 2005 - Alfred Hayes (76), Engels professioneel worstelaar
- 2006 - Ta Mok (80), Cambodjaans Rode Khmer-leider
- 2009 - Heinz Edelmann (75), Duits illustrator
- 2010 - Horst Haecks (73), Duits voetballer
- 2010 - Edna Healey (92), Brits schrijfster
- 2010 - Mabel Lang (93), Amerikaans archeologe
- 2010 - Heinrich Schmieder (40), Duits acteur
- 2010 - Wesley C. Skiles (52), Amerikaans onderwaterfilmmaker
- 2011 - Hyman Bookbinder (95), Amerikaans lobbyist voor mensenrechten en rechtvaardigheid
- 2011 - Kazimierz Swiatek (96), Wit-Russisch kardinaal
- 2012 - Susanne Lothar (51), Duits actrice
- 2013 - Andrea Antonelli (25), Italiaans motorcoureur
- 2013 - Det de Beus (55), Nederlands hockeyster
- 2013 - Denys de La Patellière (92), Frans filmregisseur
- 2013 - Michel van der Plas (85), Nederlands schrijver, dichter, vertaler en journalist
- 2014 - Hans-Peter Kaul (70), Duits diplomaat en internationaal rechter
- 2015 - Theodore Bikel (91), Oostenrijks-Amerikaans acteur en zanger
- 2015 - E.L. Doctorow (84), Amerikaans schrijver
- 2015 - Dick Nanninga (66), Nederlands voetballer
- 2016 - Jan Peeters (82), Belgisch sportbestuurder en rechter
- 2017 - Errol Dyers (65), Zuid-Afrikaanse jazzgitarist
- 2017 - John Heard (72), Amerikaans acteur
- 2017 - Jon van Rood (91), Nederlands immunoloog en hoogleraar
- 2018 - Wim Drop (89), Nederlands neerlandicus
- 2018 - Jacques Wirtz (93), Belgisch landschapsarchitect
- 2019 - José Manuel Estepa Llaurens (93), Spaans kardinaal
- 2019 - Francisco Grau Vegara (72), Spaans componist, muziekpedagoog en dirigent
- 2020 - Andrew Mlangeni (95), Zuid-Afrikaans politieke activist en anti-apartheid-strijder
- 2020 - Annie Ross (89), Brits-Amerikaans jazzzangeres en actrice
- 2020 - Wouter Snijders (92), Nederlands jurist, raadsheer in de Hoge Raad der Nederlanden
- 2021 - Desmond O'Malley (82), Iers politicus
- 2022 - Paddy Hopkirk (89), Brits rallyrijder
- 2022 - Uwe Seeler (85), Duits voetballer
- 2023 - Tony Bennett (96), Amerikaans zanger
- 2024 - Max Niematz (Jan Hombergen) (81), Nederlands dichter en prozaschrijver
- 2025 - Cedric Badjeck (30), Kameroens-Nederlands voetballer
- 2025 - Cahit Ölmez (62), Nederlands-Turks acteur
- 2025 - Paul Ulenbelt (73), Nederlands politicus
- 2025 - Dan Ziskie (80), Amerikaans acteur en fotograaf

## Viering/herdenking

Belgische feestdag

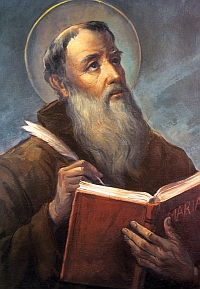
Laurentius van Brindisi

- België - Nationale Feestdag. Verjaardag van de troonsbestijging door Leopold I in 1831.
- Bolivia - Dag van de Martelaren
- Guam - Bevrijdingsdag (1944)
- Rooms-Katholieke kalender:
  - Heilige Laurent van Brindisi († 1619) - Vrije Gedachtenis
  - Heilige Victor (van Marseille) († 290), patroonheilige van de molenaars
  - Heilige Daniël, profeet († 6e eeuw v.Chr.)
  - Heilige Ruricius, bisschop († c. 510)
  - Heilige Arbogast, bisschop († 678)
  - Heiligen Julia, Claudius, Jucundinus en Justus van Troyes martelaars († 273)
  - Heiligen Trifine, prinses en Tremeur van Bretagne, martelaren
  - Heilige Praxedis, martelares

## Weerextremen

### Nederland
| | Officiële records | Officiële records | Officiële records |      | Landelijke records | Landelijke records | Landelijke records            |
| Gebeurtenis | Jaar              | Extreem           | Locatie           | Jaar | Extreem            | Locatie            |                               |
| --- | ----------------- | ----------------- | ----------------- | ---- | ------------------ | ------------------ | ----------------------------- |
| Laagste etmaalgemiddelde temperatuur (°C) | 1907              | 12,3              | De Bilt           |      | 1919 1980          | 11,5 11,5          | Eelde Maastricht              |
| Hoogste etmaalgemiddelde temperatuur (°C) | 1972, 2006        | 24,2              | De Bilt           |      | 1995               | 27,4               | Maastricht                    |
| Laagste minimumtemperatuur (°C) | 1902              | 4,0               | De Bilt           |      | 1902               | 4,0                | De Bilt                       |
| Hoogste minimumtemperatuur (°C) | 1972              | 20,0              | De Bilt           |      | 2006               | 20,4               | Vlissingen                    |
| Laagste maximumtemperatuur (°C) | 1980              | 15,1              | De Bilt           |      | 1919               | 13,3               | Eelde                         |
| Hoogste maximumtemperatuur (°C) | 1995              | 32,0              | De Bilt           |      | 1995               | 35,9               | Arcen                         |
| Hoogste uurgemiddelde windsnelheid (m/s) | 1930              | 11,3              | De Bilt           |      | 1930 1980          | 19,5 19,5          | Vlissingen Hoek van Holland   |
| Hoogste windstoot (m/s) | 1964              | 20,6              | De Bilt           |      | 1992               | 26,8               | Cabauw                        |
| Langste zonneschijnduur (uur) | 1963              | 14,9              | De Bilt           |      | 1943 1959 2013     | 15,2 15,2          | Eelde Valkenburg ZH Hoogeveen |
| Langste neerslagduur (uur) | 2008              | 10,0              | De Bilt           |      | 2014 2022          | 12,2 12,2          | Hoogeveen Berkhout            |
| Hoogste etmaalsom van de neerslag (mm) | 1976              | 25,9              | De Bilt           |      | 2004               | 60,0               | Volkel                        |
| Laagste etmaalgemiddelde relatieve vochtigheid (%) | 1934              | 55                | De Bilt           |      | 1911               | 41                 | Maastricht                    |
| Laagste uurwaarde luchtdruk op zeeniveau (hPa) | 1930              | 999,2             | De Bilt           |      | 1930               | 996,2              | De Kooy                       |
| Hoogste uurwaarde luchtdruk op zeeniveau (hPa) | 1963              | 1028,2            | De Bilt           |      | 1963               | 1029,5             | Eelde                         |
| Officiële records worden altijd gemeten op het KNMI-weerstation in De Bilt. Landelijke records kunnen worden gemeten op elk officieel KNMI-weerstation in Nederland. |                   |                   |                   |      |                    |                    |                               |

Uitzonderlijke gebeurtenissen
- 1925 - Eerste officiële tropische dag van het jaar (maximumtemperatuur ≥ 30 °C in De Bilt)
- 1933 - Officieel hoogste minimumtemperatuur in °C van het jaar gemeten in De Bilt: 15,6
- 1972 - Officieel hoogste minimumtemperatuur in °C van het jaar gemeten in De Bilt: 20,0
- 2023 - Landelijk laagste minimumtemperatuur in °C van juli dit jaar gemeten in Eelde: 7,0

### België
Uitzonderlijke gebeurtenissen
- 1980 - Overstromingen door overvloedige neerslag.
- 1995 - Maximumtemperatuur tot 36,5 °C in Kleine Brogel (Peer).
- 2003 - Een tornado veroorzaakt schade tussen Ebly (Léglise) en Les Fossés (Léglise).
- 2009 - Een onweerszone veroorzaakt op meerdere plaatsen schade vanwege hagelstenen tot een diameter van 5 cm.

<< · 1 · 2 · 3 · 4 · 5 · 6 · 7 · 8 · 9 · 10 · 11 · 12 · 13 · 14 · 15 · 16 · 17 · 18 · 19 · 20 · 21 · 22 · 23 · 24 · 25 · 26 · 27 · 28 · 29 · 30 · 31 · >>